# Bounty Hunter Bloods
Les Bounty Hunters ou East Side Bounty Hunter Bloods sont un gang de rue qui se formèrent autour de 1969 à Watts, un quartier de Los Angeles, plus précisément à Nickerson Gardens (en) Housing Projects. Les deux membres fondateurs les plus connus du gang sont Gary Barker et Bobby Jack.

## Ennemis
En 1992, une trêve fut demandée entre les Bounty Hunters, Circle City Pirus, Grape Street Watts Crips et les P Jay Crips. Maintenant, les BHB sont alliés aux P Jay Watts afin de lutter contre les Grape Street Watts Crips de Jordan Downs Housing Projects. Ils connurent une guerre de gangs très importante, et c'est toujours le cas aujourd'hui. Les Bounty Hunters Watts quant à eux sont en guerre contre d'autres Crips, notamment les Ten Line (110th Street) Gangster Crip, Front Street Watts Crip, Back Street Watts Crip, Carver Park Compton Crips, 118 East Coast Block Crip, 112 Neighborhood Crip, Kitchen Crip Gang 116, et les South Los 13. Le territoire des BHB commence à la 108e rue (nord) jusqu'à Imperial Avenue (sud), en passant par Compton Avenue (est) et Central Avenue (ouest).

## Factions
Ils possèdent 9 factions de 40 membres ou plus chacune. Ces factions sont : Ten-Eight(108th), Ace Line(111th), Deuece Line(112th), Trey Line(113th), Foe Line(114th), Five Line(115th), the Bellhaven, Block Boys et the Lotboys.  Le gang contrôle l'ensemble du Nickerson Gardens Projects.